# José Joaquín Isaza
José Joaquín Isaza Ruiz (Rionegro, Antioquia, 8 de noviembre de 1820-Medellín, Antioquia, 29 de diciembre de 1874), fue un eclesiástico colombiano de la Iglesia católica, designado como segundo obispo de la Diócesis de Medellín.

## Vida personal

### Familia
Monseñor José Joaquín Isaza Ruiz nació en Rionegro, Antioquia, en la hacienda Villachuaga, situada a cinco kilómetros de casco urbano, por la carretera que conduce a La Ceja, el 8 de noviembre de 1820. Fue hijo de Félix José Isaza García y Casimiro Ruiz Isaza, que eran primos segundos, además era hermano de Julia Isaza Ruiz, esposa del poeta Gutiérrez González.

## Carrera Eclesiástica

### Vocación y estudios

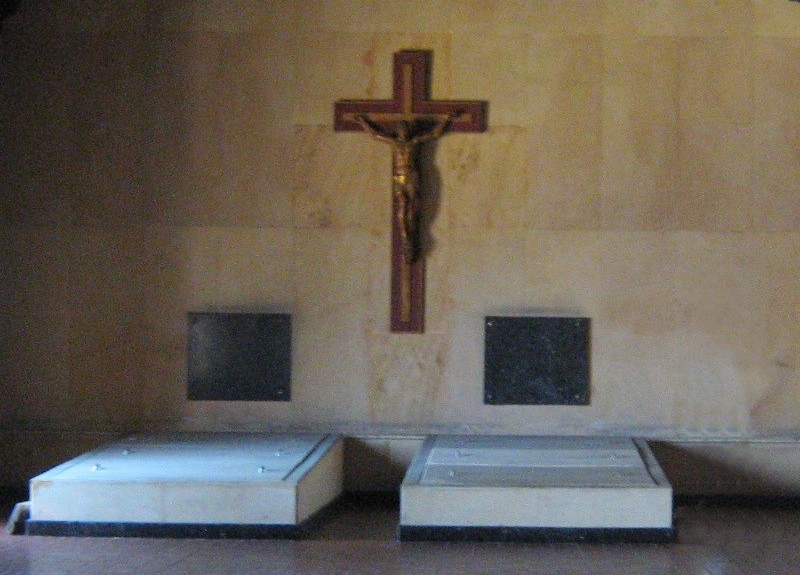
Mausoleo de la Catedral Metropolitana de Medellín, donde se encuentran los restos de Isaza.

Estudio primero en Rionegro, donde fue por tres años acólito, luego, en 1839 en el Colegio de Estado de Medellín (hoy Universidad de Antioquia), donde cursó química con el profesor Luciano Brunelli y filosofía con Mariano Ospina Rodríguez, Manuel Tiberio Gómez, Antonio Jiménez y José María Escobar. A finales de 1839 viajó a Bogotá donde empezó estudios de medicina que a poco tiempo cambio por jurisprudencia. Continuó sus estudios de filosofía y curso teología y derecho canónico. Se graduó en jurisprudencia en la Universidad Nacional el 16 de agosto de 1842; en teología el 13 de julio de 1845 y en derecho canónico el 1 de enero de 1846. 

### Sacerdocio
Recibió la ordenación sacerdotal de manos de monseñor José Antonio Chaves el 13 de noviembre de 1842. Fue profesor en el Seminario de Bogotá de física, matemáticas, química, geología y derecho canónico. Fue capellán y catedrático de química y filosofía en el Colegio de El Rosario, inspector de la Universidad Central, vicerrector del Colegio de San Bartolomé y profesor de varias asignaturas en la Universidad del distrito. Fue secretario del arzobispo de Santa Fe de Bogotá Manuel José Mosquera desde 1843 hasta 1846. Tuvo una lucha intensa en resolver si regresaba a la provincia de Antioquia o continuar en Bogotá, decidiéndose por lo primero, pues prefirió el ministerio parroquial a los honores de los altos cargos.
En mayo de 1846 regresó a Medellín, en ese mismo año fue cura excusador de Granada por unos días. Luego fue cura propio de La Ceja del 1 de septiembre de 1846 al 8 de marzo de 1851, cuando la cambió por Aguadas, en la cual estuvo hasta el 9 de abril de 1853 cuando renunció a su curato. Durante este tiempo en 1851 fue desterrado a Venezuela por José Hilario López. Fue cura excusador de Envigado en 1855, cura propio de Sopetrán en 1856 y 1857, cura interino y propio de San Vicente en 1861 y 1862 y lo fue nuevamente de La Ceja. Sufrió la persecución de 1863.
Luchó intensamente por la traslación de la sede de la Diócesis de Antioquia (ubicada en la ciudad de Santa Fe de Antioquia) a la ciudad de Medellín. Fue notario y teólogo consultor en el Concilio Provincial Neogranadino, reunido en Bogotá en 1868. Inaugurada la Diócesis de Medellín - Antioquia fue nombrado deán de capítulo, rector del Seminario Mayor y vicario general, puestos que desempeñó hasta cuando fue nombrado obispo coadjutor de monseñor Valerio Antonio Jiménez en 1869.

### Episcopado
El 17 de abril de 1870 fue consagrado de manos monseñor Jiménez, como obispo titular de Evaria; haciéndose cargo de la Diócesis una vez Jiménez se retiró el 29 de marzo de 1873. Murió en Medellín el 29 de diciembre de 1874 y fue sepultado en la sacristía del Templo de la Candelaria, que por aquel entonces servía de iglesia catedralicia. Es el obispo que por menor tiempo ha gobernado la Diócesis de Medellín, ordenó en total 39 sacerdotes.
El 18 de noviembre de 1874, poco más de un mes antes de su muerte, contrató a Felipe Crosti tras haber sido aprobado por el prelado para la construcción de la nueva catedral.